# Объединённая церковь Форт-Мэсси
Объединенная церковь Форт-Мэсси (англ. Fort Massey United Church, ранее пресвитерианская церковь Форт-Мэсси) — церковь Объединенной церкви Канады в Галифаксе, Новая Шотландия.

## История
Первоначально известная как «пресвитерианская церковь Форт-Мэсси», церковь была образована как часть пресвитерии Галифакса в составе пресвитерианской церкви Канады. Попечители пресвитерианской церкви Форт-Мэсси в Галифаксе были зарегистрированы в соответствии с законом от 4 апреля 1871 года. В соответствии с этим актом Роберт Боак, Уильям Джеймс Стэрс, Попечители были уполномочены собирать задолженности, приобретать и распоряжаться недвижимостью стоимостью до 60 000 долларов, а также строить здания для богослужений, дома преподобных и других церковных целей. 
Здание церкви было возведено на месте бывшего блокгауза генерал-майора Эйра Мэсси, который был спроектирован шотландским архитектором Дэвидом Стерлингом во время его сотрудничества с Эндрю Дьюаром. Стиль раннего неоготического возрождения Стерлинга оказал влияние на дизайн здания.  Расположенный на углу улиц Куин и Тобин, дом был построен за 42 000 долларов.  Джон Брукфилд начал строительство здания, которое позже завершил его сын Сэмюэл Мэннерс Брукфилд. Фундамент был заложен 25 июня 1870 года в Галифаксе, Новая Шотландия, а официальное открытие здания состоялось 10 декабря 1871 года. 
Преподобный Джеймс К. Смит был переведен из Галта, Онтарио, в церковь Форт-Мэсси 31 октября 1872 года.  В 1873 году преподобный Смит провел короткую панихиду по Джозефу Хоу с родственниками и ближайшими друзьями.  Второй пастор Форт-Мэсси, преподобный Роберт Ферье Бернс (сын Роберта Бернса), приступил к исполнению обязанностей 18 марта 1875 года. Он сменил преподобного Дж. К. Смита на посту пастора общины и прослужил в этой должности в церкви 11 лет. К 1880-м годам в Форт-Мэсси была принята система добровольных пожертвований, когда семьи жертвовали по 100 долларов с домохозяйства на церковные нужды. 
В 1909 году в церкви Форт-Мэсси был установлен витраж в честь Джона Ф. Стэйрса, пожертвованный его вдовой и детьми.  Пресвитерианская община Форт-Мэсси проголосовала за объединение с методистской и конгрегационалистской церквями, образовав Объединенную церковь Канады в 1925 году. Здание церкви стало провинциально зарегистрированной собственностью в Новой Шотландии 9 декабря 1996 года.

## Священники
- Преподобный Дж. К. Смит
- Преподобный Роберт Ферриер Бернс (1826–1896)
- Преподобный Альфред Гандье[15]